# Das Haus der Krokodile (Film)
Das Haus der Krokodile ist ein deutscher Kinofilm, der auf dem gleichnamigen Jugendroman von Helmut Ballot basiert. Der Film startete im Frühjahr 2012 in den deutschen Kinos und wurde im Herbst 2012 auf DVD und Blu-ray veröffentlicht. Das Haus der Krokodile bekam das Prädikat „besonders wertvoll“ der Filmbewertungsstelle und wurde mit dem Bayerischen Filmpreis ausgezeichnet.

## Handlung
Die Familie Laroche ist gerade in die alte, unheimliche Villa eines Onkels gezogen. Als die Eltern geschäftlich verreisen, bleibt der elfjährige Viktor mit seinen beiden Schwestern Luise und Cora allein zu Hause. Bei seinem Streifzug durch die Räume des Hauses entdeckt er zu seinem Entsetzen eine dunkle Gestalt in einem Spiegel: Ein Einbrecher? Der neugierige Junge versucht es herauszufinden und stößt bei seinen Nachforschungen auf ein Geheimversteck, in dem sich das Tagebuch des Mädchens Cäcilie befindet. Cäcilie ist vor Jahren im Alter von elf Jahren in dem Haus ums Leben gekommen, als sie unter ungeklärten Umständen das Treppenhaus hinunterstürzte. Fasziniert blättert Viktor durch das vergilbte Buch und folgt den rätselhaften Hinweisen durch die alte Villa. Immer wieder findet er dabei kleine, ausgestopfte Krokodile mit leeren Augenhöhlen.
Viktors Nachforschungen bleiben nicht unentdeckt. Er gerät mit der dubiosen Nachbarin Frau Debisch aneinander, die seine Detektivarbeit zu verhindern versucht. Weiß sie etwa, was damals passiert ist? Hat sie etwas mit dem Tod des Mädchens zu tun und steckt sie womöglich mit dem rätselhaften Untermieter Strichninsky unter einer Decke? Viktor spürt, dass er einem großen Geheimnis auf der Spur ist, und versucht gegen alle Widerstände das Schweigen in der Familie zu brechen.
Es gelingt ihm anhand des Tagebuchs, Diamanten zu finden, die Onkel Gustav einst aus Afrika nach Deutschland schmuggelte und die Cäcilie in einem Kronleuchter versteckte. Es stellt sich heraus, dass der von Viktor gesehene Einbrecher Frau Debischs Sohn war, der von den Diamanten wusste und nach ihnen suchte.
Viktor gelingt es auch herauszufinden, was zu Cäcilies tödlichem Sturz geführt hatte: Sie litt an Epilepsie und hatte die Tabletten, die sie zur Vermeidung von Anfällen einnehmen sollte, in Gustavs Standuhr versteckt. Durch einen Epilepsieanfall im Treppenhaus stürzte sie vor Frau Debischs Augen über das Geländer in den Tod. Frau Debisch machte sich seitdem Vorwürfe, da sie dafür verantwortlich war, Cäcilie regelmäßig das Medikament zu verabreichen, und annahm, es vor dem tödlichen Anfall vergessen zu haben. Viktor zeigt ihr die in der Uhr gefundenen Tabletten und entlastet so Frau Debischs Gewissen.

## Hintergrund
Der Jugendroman von Helmut Ballot wurde 1976 zum ersten Mal adaptiert, damals als sechsteilige Fernsehserie mit Thomas Ohrner als Viktor. Thomas Ohrner hat im Kinofilm eine kleine Nebenrolle als Viktors Vater.
Gedreht wurde der Film bis Oktober 2011 in Frankfurt/Main, Bad Homburg und Wiesbaden. Als Kulisse diente eine leerstehende Villa am Bad Homburger Kurpark, Außenaufnahmen entstanden in einem parkähnlichen Garten im Frankfurter Stadtteil Sindlingen mit der Industriekulisse von Frankfurt im Hintergrund.

## Unterschiede zum Buch
Während sich die Serie im Wesentlichen an die Romanvorlage hält, weicht der Kinofilm in einigen Details ab. Viktor wird in der Kinoversion noch mehr zum Einzelgänger, der sich in eine Art Abenteuerwelt in der alten Villa zurückzieht. Der modrige Keller wird zum nebligen Sumpf, der Speicher zum Dschungel mit lauter ausgestopften Tieren. Während der Roman offen endet und die Täterfrage ungeklärt bleibt, schafft es Viktor im Kinofilm, das Geheimnis um Cäcilies Tod aufzudecken und die scheinbar böse Antagonistin Frau Debisch von ihren Schuldgefühlen zu erlösen.

## Kritiken
- „Dieser stilsichere und dichte Jugendfilm ist ein Meisterwerk, auch weil er auf Ängstlichkeiten von Eltern keine Rücksicht nimmt. So ist ‚Das Haus der Krokodile‘ für uns Erwachsene ebenso spannend“ (Abendzeitung München)[4]
- „Die beiden Filmemacher verbeugen sich mit einigen ihrer ausgeklügelten Szenen ganz deutlich vor Alfred Hitchcocks Suspense-Kino. Dabei loten sie die Grenzen, die Horror- und Thrillermotiven im Rahmen eines Kinderfilms gesetzt sind, wirklich bis in den letzten Winkel aus, ohne sie zu überschreiten“ (Filmstarts.de)[5]
- „Die Geschichte um den elfjährigen Viktor, der das Rätsel um den Tod seiner Großcousine und damit verbunden das Geheimnis der ausgestopften Krokodile entschlüsseln will, überzeugt durch sorgsamen Aufbau und Struktur. Gekonnt wird Spannung und Atmosphäre erzeugt, dass Jung und Alt gleichermaßen an dem Film Spaß haben können. Das Haus der Krokodile ist rundum gelungenes Jugendkino, das erfreulich unter allzu viel Einheitsbrei hervorsticht.“ (moviemaze.de)[6]
- „Dieser Film ist ein Kracher und ein Kinobesuch lohnt sich auf jeden Fall! Zum Teil spannend, traurig, lustig und ergreifend packte er uns von der ersten Minute an. Die Spannung löst sich wirklich erst am Ende des Filmes auf.“ (filmkritiker.com)[7]

## Auszeichnungen
- Goldener Spatz 2012 für bester Kinofilm und Sonderpreis der Staatskanzlei Thüringen für „Beste Regie“
- Nominierung Deutscher Filmpreis 2012.
- Bayerischer Filmpreis 2012 für die Regisseure Cyrill Boss und Philipp Stennert.
- Gryphon Award Best Film 10+, Giffoni Filmfestival.